# Andreas Kaempfer
Andreas Kaempfer (* 15. Juli 1658 in Lemgo; † 25. August 1743 in Billertshausen; eigentlich Andreas Kempffer) war ein deutscher Orientalist, Pfarrer und Hebraist.

## Leben
Andreas Kaempfer wurde als dritter Sohn von Johannes Kaempfer, Pastor an der St.-Nicolai-Kirche zu Lemgo, geboren. Da die Ausbildung seiner älteren Brüder, Joachim und Engelbert, den Vater viel Geld gekostet hatte, erhielt Andreas Kaempfer eine mangelhafte Vorbildung. Trotzdem bezog er 1676 oder 1677 mit Joachim die Universität Jena, um die hebräische Sprache zu studieren. Nach zwei Jahren beendete er sein Studium und kehrte heim, um mit Engelbert im Oktober 1680 nach Königsberg zu reisen. In Lübeck jedoch schieden sich ihre Wege und Andreas Kaempfer begab sich nach Schweden.
In Stockholm kam ihm zunächst der Gedanke, Soldat zu werden, den er jedoch nie erfüllte. Tatsächlich wurde er sowohl Schullehrer als auch Hauslehrer und lehrte neben der hebräischen auch die französische und die deutsche Sprache. Später ging er nach Uppsala, um die hebräische und deutsche Sprache zu lehren, und erlernte zugleich die arabische. Nach vier Jahren Aufenthalt in Schweden ging Kaempfer nach Hamburg, um das Wissen der hebräischen Sprache weiter zu vermitteln.
Nach einem viereinhalbjährigen Aufenthalt als Hauslehrer in Hamburg drängte es ihn 1689 nach Leipzig, um dort die hebräische Sprache zu unterrichten, die er nach eigener Aussage erlernt hatte, um der Welt zu dienen, und nicht um Geld zu verdienen. Am 10. März 1690 jedoch wurde das Verbot der collegia pietatis erlassen, das ihn zwang Leipzig zu verlassen. Er ging nach Gedern, um als Pfarrer tätig zu sein, zog Ende 1690 jedoch schon nach Gießen um, um an der dortigen Universität zu unterrichten.
Später wurde Kaempfer auch Lehrer eines Pädagogiums und erhielt die Würde eines Magisters. Bald schon beendete Kaempfer seine Hochschullehrer-Tätigkeit und wurde 1701 Pfarrer in Billertshausen. In dieser Tätigkeit verweilte er 42 Jahre lang, bis er am 25. August 1743 verstarb.

## Werke
- Dissertatio philologica de lustrationibus et purificationibus Hebraeorum, celeberrimo Anglo, D. Joanni Spencero, opposita. Gießen 1692 (Digitalisat)
- De stupendo Israelitarum sub duce Angelo creatore per mare rubrum itinere, dissertatio philologica. Gießen 1696 (Digitalisat)
- De stupendo Israelitarum sub duce arca foederis per Jordanem transitu, dissertatio philologica. Gießen 1696 (Digitalisat)
- Andreas Kempffers Selbstbiographie. Nach der Gießener Handschrift zum erstenmal herausgegeben, eingeleitet und erläutert. Leipzig 1880 (Digitalisat)

## Weblink
- Kämpfer, Andreas. Hessische Biografie. (Stand: 15. Juli 2023). In: Landesgeschichtliches Informationssystem Hessen (LAGIS).

| Personendaten    | Personendaten                               |
| ---------------- | ------------------------------------------- |
| NAME             | Kaempfer, Andreas                           |
| ALTERNATIVNAMEN  | Andreas Kempffer                            |
| KURZBESCHREIBUNG | deutscher Orientalist, Pfarrer und Hebraist |
| GEBURTSDATUM     | 15. Juli 1658                               |
| GEBURTSORT       | Lemgo                                       |
| STERBEDATUM      | 25. August 1743                             |
| STERBEORT        | Billertshausen                              |